# هومبيرتو مارتينز باربوسا
هومبيرتو مارتينز باربوسا (10 يونيو 1939 - ) هو لاعب كرة قدم برازيلي في مركز الهجوم. لعب مع نادي فلامنغو.